# Eunidia vitticollis
Eunidia vitticollis là một loài bọ cánh cứng trong họ Cerambycidae.